# 拉伦
拉伦（德語：Raeren，德語發音：[ˈʁaːʁən] ⓘ）是比利时瓦隆大区列日省韋爾維耶區的一个语言便利市镇，东北与德国接壤，通行德语，是比利時德語社群与东比利时的一部分，人口10,707人（2018年1月1日）。作为一个语言便利市镇，拉伦市政部门为法语使用者提供法语服务。